# Vil·les de Palladio al Vèneto
«»n
La ciutat de Vicenza i les vil·les de Palladio al Vèneto estan inscrites a la llista del Patrimoni de la Humanitat d'Itàlia, que protegeix els edificis de l'arquitecte Andrea Palladio, des del 1994.
Al principi, el lloc va ser anomenat "Vicenza, ciutat de Palladio" i només els edificis de l'àrea immediata de Vicenza van ser inclosos. Diferents edificis van estar representats en el lloc original, que incloïa la basílica Palladiana, el teatre Olímpic i palaus a la mateixa ciutat, juntament amb algunes vil·les dels voltants. No obstant això, la majoria de vil·les de Palladio supervivents quedaven fora de la ciutat. El 1996 el lloc va ser ampliat. El seu nom actual reflecteix el fet que inclou totes les vil·les de Paladio del Vèneto.